# Pobladura de los Oteros
Pobladura de los Oteros es una pedanía perteneciente al municipio de Pajares de los Oteros, situado en la comarca Esla-Campos.
Está situado al final de la CV-195-4 pasando por Morilla de los Oteros.

## Evolución demográfica
| 2000 | 2001 | 2002 | 2003 | 2004 | 2005 | 2006 | 2007 | 2008 | 2009 | 2010 | 2011 |
| 24   | 24   | 24   | 24   | 26   | 25   | 24   | 24   | 19   | 18   | 18   | 17   |